# Myrcia rupta
Myrcia rupta är en myrtenväxtart som beskrevs av Maria Lucia Kawasaki och B.K.Holst. Myrcia rupta ingår i släktet Myrcia och familjen myrtenväxter.
Artens utbredningsområde är Franska Guyana. Inga underarter finns listade i Catalogue of Life.